# INaturalist
iNaturalist — соціальна мережа натуралістів, громадянських вчених, та біологів, побудована на концепції картування і обміну спостереженнями біорізноманіття по всьому світу. iNaturalist доступна через вебсайт або з мобільного додатку. Станом на 2021 рік, користувачі iNaturalist внесли приблизно 66 мільйонів спостережень про рослини, тварини, гриби та інші організми по всьому світу.
iNaturalist описує себе як «соціальна мережа людей, які діляться інформацією в області біорізноманіття, щоб допомогти один одному дізнатися про природу», з основною метою залучення людей до природи. Хоча це не зовсім науковий проєкт, iNaturalist є платформою для наукових досліджень, надаючи цінні відкриті дані дослідницьким проєктам, музеям, ботанічним садам, різним організаціям і громадськості. Це основний додаток краудсорсінгових даних про біорізноманіття в таких місцях, як Мексика, Південна Африка і Австралія. Проєкт був названий «Флагманом для мобільних додатків о природознавстві».

## Історія
Проєкт iNaturalist почався в 2008 році як магістерська дисертація Нейта Агрін, Джесіки Клин і Кен-ічі Уеда в Школі інформації Університета Каліфорнії (Берклі). Нейта Агрін і Кен-ічі Уеда продовжили працювати над сайтом разом з веброзробником Шоном Макгрегором. У 2011 році Уеда розпочав співпрацю зі Скоттом Лорі — науковцем зі Стенфордського університету і викладача Університета Каліфорнії. Уеда і Лорі є поточними співвласниками Inaturalist.org.
З 2012 року кількість учасників і спостережень подвоюється приблизно щороку.
24 квітня 2014 року компанія об'єдналася з Каліфорнійською академією наук.
З 2017 року iNaturalist є спільною ініціативою Каліфорнійської академії наук і Національного географічного товариства.
У 2014 році iNaturalist досяг 1 мільйона спостережень, і станом на лютий 2021 роки вже 66 мільйонів спостережень.

## Спостереження
Платформа iNaturalist побудована за принципом краудсорсингу спостережень і ідентифікацій. Спостереження — основна одиниця проєкту і включає в себе інформацію про зустріч учасника проєкту з представником будь-якого виду в певному місці в певний час. Також в спостереження можуть бути включені сліди присутності представника виду в певному місці (наприклад, сліди тварини або гніздо). У проєкт не входять спостереження за природними явищами, які не належать до живої природи (геологічними, гідрологічними та іншими). Як правило, користувачі завантажують фотографії та аудіоматеріали своїх спостережень, але вони не є обов'язковими. Спостереження можуть мати різну ступінь точності розташування, бути відкритими для всіх або приватними.
Користувачі можуть додавати свої варіанти ідентифікації видів до спостережень, зроблених іншими. На основі зібраних даних і отриманих ідентифікацій спостереження можуть отримати статус «Звичайний», «Потрібна ідентифікація» і «Дослідницький рівень». Інформацію про спостереження дослідницького рівня часто використовують для електронних баз даних.
На червень 2021 року 73,1 % спостережень розпізнано з точністю до виду, ще 12,3 % розпізнано з точністю до роду.

## Автоматичне розпізнавання видів
З 2017 року iNaturalist надає можливість автоматичного розпізнавання видів як доповнення до користувальницької ідентифікації видів. Зображення розпізнаються нейромережею, побудованої на моделі комп'ютерного зору і навченої на великій базі даних самого проєкту. Складнощі з розпізнаванням виникають, якщо пропонується рідкісний вид, зображення поганої якості або якщо на зображенні присутні відразу декілька видів. В цьому випадку нейромережа може запропонувати визначити більший таксон. Навчання моделі на оновленних даних відбувається один-два рази на рік.

## Ліцензування
Користувачі можуть завантажувати свої спостереження під трьома видами ліцензій: суспільне надбання, Creative Commons і авторські права. Платформа закликає користувачів віддавати перевагу ліцензії Creative Commons для мінімізації своїх витрат і можливості подальшого використання даних в наукових цілях. За замовчуванням використовується ліцензія CC BY-NC, яка дозволяє вільно копіювати, поширювати, змінювати, використовувати і перевикористовувати дані, з обов'язковим зазначенням джерела, а також характеру змін і посиланням на ліцензію, за умови, що дані використані в некомерційних цілях.
Платформа і мобільні додатки iNaturalist відносяться до вільного програмного забезпечення і випускаються під ліцензією MIT.

## Графіки

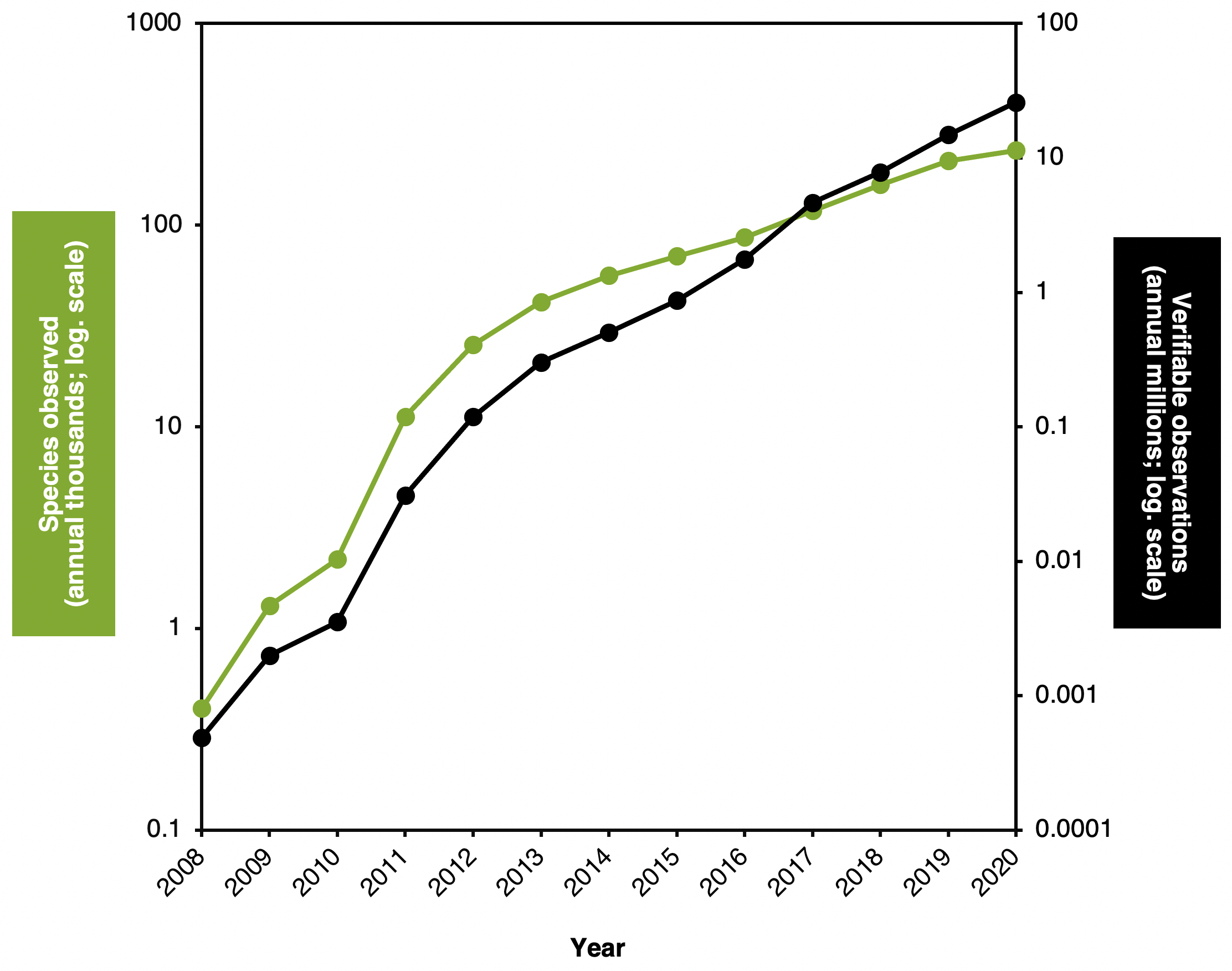
Напівлогарифмічний діаграма щорічних змін в кількості спостережуваних видів (в тисячах; зелений) і кількості "верифікованих" (тобто не мають штрафів при оцінці якості даних) спостережень (в мільйонах; чорний).
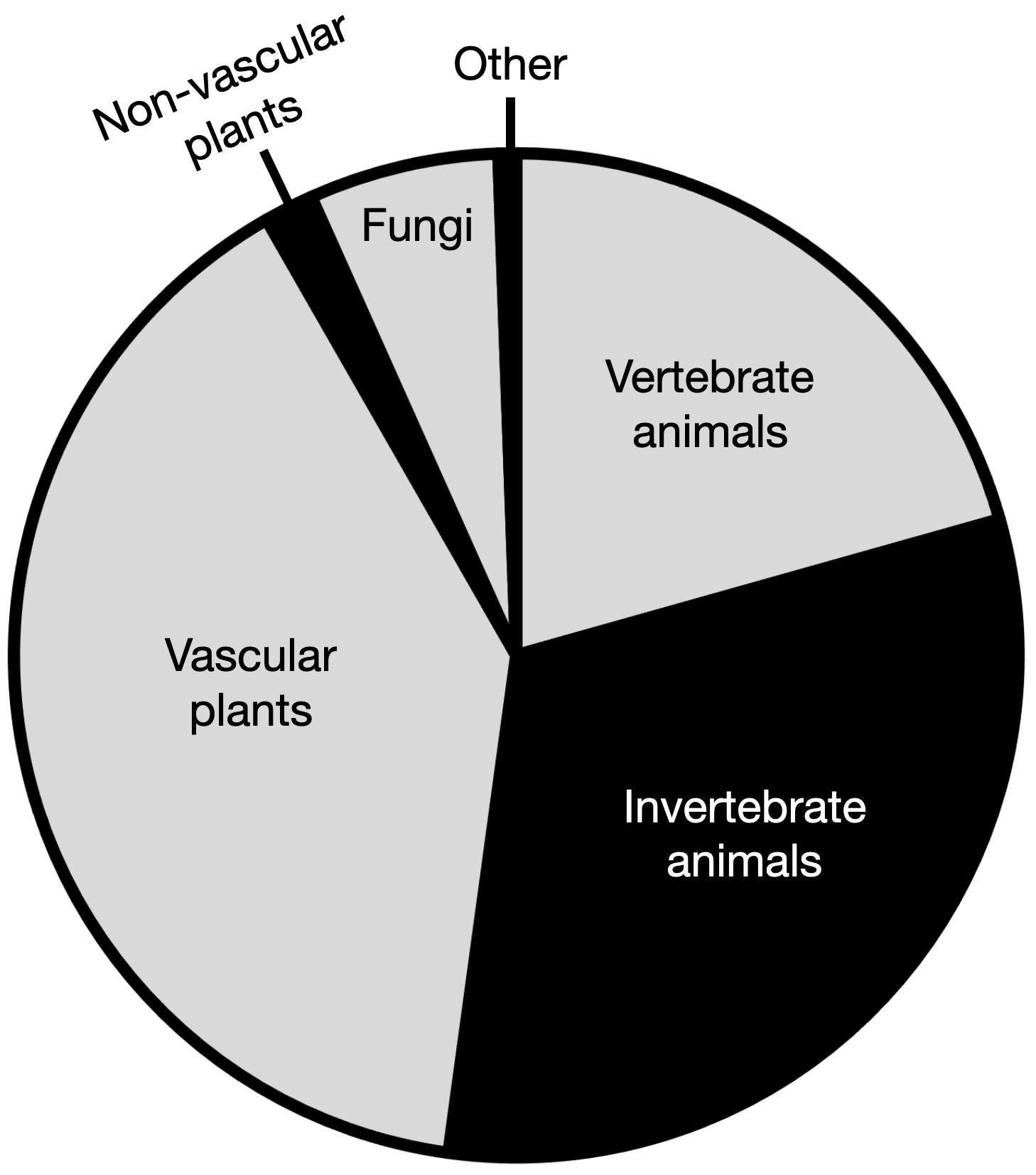
Відносні частини які піддаються перевірці спостережень відповідно до таксономічній групи станом на квітень 2021 року
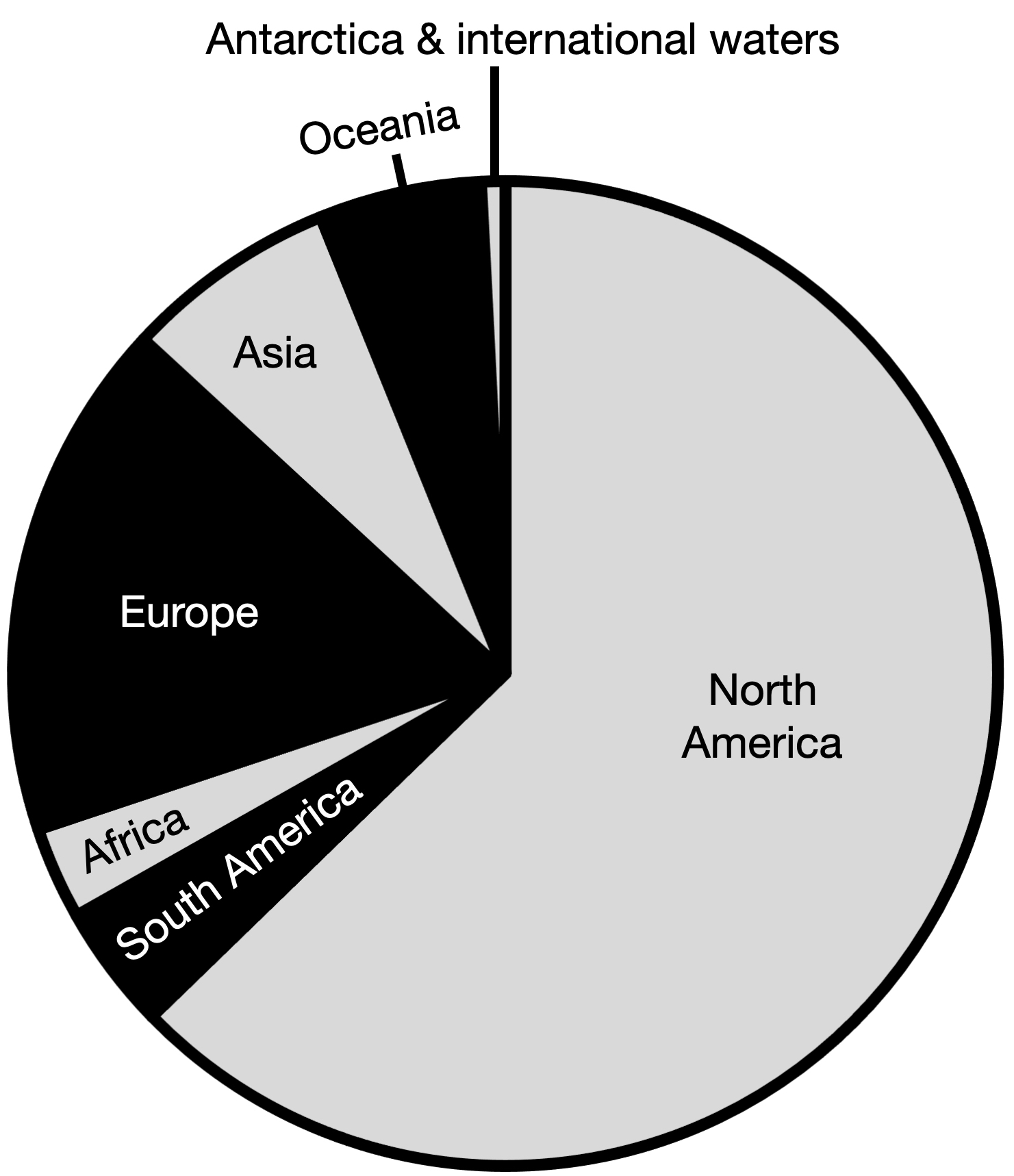
Відносні частини які піддаються перевірці спостережень в залежності від континенту станом на квітень 2021 року